# Amused to Death
Amused to Death er et konceptalbum af den tidligere Pink Floyd-bassist Roger Waters, udgivet i 1992. Genudgivet i en remastered udgave i 2015 hvilket inkluderede Blue-ray version.

## Baggrund
Roger Waters påbegyndte Amused to Death i 1987 da han skrev Perfect Sense. Albumcoveret viser en abe der ser TV som reference til Stanley Kubrick's 2001: A Space Odyssey.